# Sompolno (gemeente)
De gemeente Sompolno is een stad- en landgemeente in het Poolse woiwodschap Groot-Polen, in powiat Koniński.
De zetel van de gemeente is in Sompolno.
Op 30 juni 2004 telde de gemeente 10 535 inwoners.

## Oppervlakte gegevens
In 2002 bedroeg de totale oppervlakte van gemeente Sompolno 137,36 km², waarvan:
- agrarisch gebied: 72%
- bossen: 11%

De gemeente beslaat 8,7% van de totale oppervlakte van de powiat.

## Demografie
Stand op 30 juni 2004:
| Omschrijving                   | Totaal | Totaal | Vrouwen | Vrouwen | Mannen | Mannen |
| ------------------------------ | ------ | ------ | ------- | ------- | ------ | ------ |
| eenheid                        | aantal | %      | aantal  | %       | aantal | %      |
| inwoners                       | 10 535 | 100    | 5359    | 50,9    | 5176   | 49,1   |
| bevolkingsdichtheid (inw./km²) | 76,7   | 76,7   | 39      | 39      | 37,7   | 37,7   |

In 2002 bedroeg het gemiddelde inkomen per inwoner 1813,5 zł.

## Plaatsen
Bagno, Belny, Biele, Błonawy, Bronisława, Czamża, Drzewiec, Dąbrowa, Grądy, Janowice, Jaźwiny, Jesionka, Kazubek, Klonowa, Koszary, Krycha, Lipiny-Kolonia, Lubstów, Lubstówek, Łagiewniki, Marcinkowo, Marcjanki, Marianowo, Młynek, Mostki Kujawskie, Mąkolno, Nadjezioro, Nowa Wieś, Olszewo, Ostrówek, Ośno Dolne, Ośno Górne, Ośno Podleśne, Paprocin, Piaski, Płoszewo, Police, Przystronie, Racięcice, Racięcice-Kolonia, Radowo, Romanowo, Ryn, Siedliska, Smolarnia, Smólniki Mostkowskie, Sompolinek, Spólnik, Stefanowo, Suszewy, Sycewo, Szczerkowo, Wierzbie, Wroczewo, Wymysłów, Zakrzewek, Zdrojki, Zielona Baba, Zielona Ulica, Zofia.

## Aangrenzende gemeenten
Babiak, Kramsk, Osiek Mały, Ślesin, Wierzbinek